# Nuoto ai campionati mondiali di nuoto 2015 - 50 metri dorso femminili
La gara dei 50 metri dorso femminili si è svolta il 5 e il 6 agosto 2015 presso la Kazan Arena e vi hanno preso parte 53 atleti provenienti da 48 nazioni. Le batterie e le semifinali si sono svolte, rispettivamente, la mattina e la sera del 5 agosto, mentre la finale ha avuto luogo la sera del 6 agosto.

## Medaglie

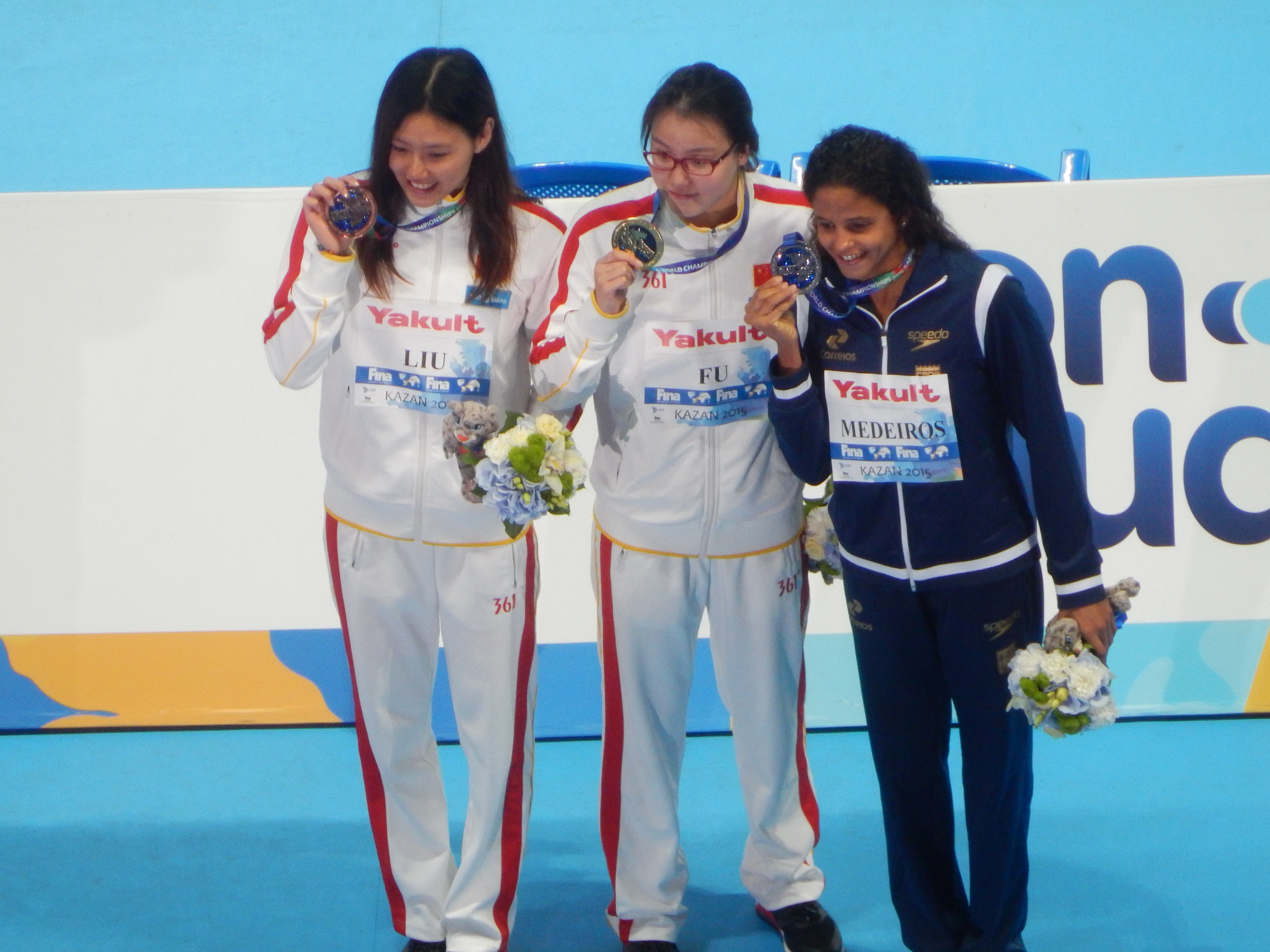
Liu Xiang, Fu Yanhui e Etiene Medeiros

| Posizione | Atleta          | Nazionalità |
| --------- | --------------- | ----------- |
| Oro       | Fu Yuanhui      | Cina        |
| Argento   | Etiene Medeiros | Brasile     |
| Bronzo    | Liu Xiang       | Cina        |

## Record
Prima della manifestazione il record del mondo (WR) e il record dei campionati (CR) erano i seguenti.
| Record mondiale       | 27"06 | Zhao Jing Cina | 30 luglio 2009 Roma, Italia |
| Record dei campionati | 27"06 | Zhao Jing Cina | 30 luglio 2009 Roma, Italia |

## Risultati

### Batterie
| Posizione | Batteria | Corsia | Atleta                  | Nazionalità    | Tempo | Note |
| --------- | -------- | ------ | ----------------------- | -------------- | ----- | ---- |
| 1         | 4        | 4      | Fu Yuanhui              | Cina           | 27.66 | Q    |
| 2         | 6        | 4      | Etiene Medeiros         | Brasile        | 27.74 | Q    |
| 3         | 5        | 4      | Emily Seebohm           | Australia      | 27.75 | Q    |
| 4         | 5        | 5      | Liu Xiang               | Cina           | 27.79 | Q    |
| 5         | 4        | 5      | Mie Nielsen             | Danimarca      | 27.89 | Q    |
| 6         | 6        | 5      | Lauren Quigley          | Regno Unito    | 27.94 | Q    |
| 7         | 6        | 3      | Madison Wilson          | Australia      | 28.02 | Q    |
| 8         | 4        | 6      | Beryl Gastaldello       | Francia        | 28.02 | Q    |
| 9         | 5        | 6      | Kirsty Coventry         | Zimbabwe       | 28.15 | Q    |
| 9         | 6        | 2      | Anastasia Fesikova      | Russia         | 28.15 | Q    |
| 11        | 6        | 6      | Elena Gemo              | Italia         | 28.18 | Q    |
| 12        | 6        | 0      | Theodora Drakou         | Grecia         | 28.35 | Q    |
| 13        | 4        | 7      | Aleksandra Urbańczyk    | Polonia        | 28.36 | Q    |
| 14        | 6        | 8      | Sanja Jovanović         | Croazia        | 28.40 | Q    |
| 15        | 6        | 1      | Mathilde Cini           | Francia        | 28.46 | Q    |
| 16        | 5        | 2      | Daria Ustinova          | Russia         | 28.52 | Q    |
| 17        | 5        | 8      | Svetlana Khokhlova      | Bielorussia    | 28.62 |      |
| 18        | 5        | 0      | Katarína Listopadová    | Slovacchia     | 28.63 |      |
| 19        | 5        | 9      | Dominique Bouchard      | Canada         | 28.66 |      |
| 20        | 5        | 3      | Yekaterina Rudenko      | Kazakistan     | 28.67 |      |
| 20        | 5        | 1      | Simona Baumrtová        | Rep. Ceca      | 28.67 |      |
| 22        | 6        | 9      | Stephanie Au            | Hong Kong      | 28.70 |      |
| 23        | 4        | 0      | Eygló Ósk Gústafsdóttir | Islanda        | 28.75 |      |
| 24        | 5        | 7      | Park Han-byeol          | Corea del Sud  | 28.85 |      |
| 25        | 6        | 7      | Maaike de Waard         | Paesi Bassi    | 28.86 |      |
| 26        | 4        | 1      | Alicja Tchórz           | Polonia        | 28.87 |      |
| 27        | 3        | 5      | Gisela Morales          | Guatemala      | 28.94 |      |
| 28        | 4        | 8      | Daryna Zevina           | Ucraina        | 28.97 |      |
| 29        | 4        | 9      | Bobbie Gichard          | Nuova Zelanda  | 29.15 |      |
| 30        | 3        | 4      | Magdalena Kuras         | Svezia         | 29.33 |      |
| 31        | 2        | 5      | Naomi Ruele             | Botswana       | 29.36 |      |
| 32        | 3        | 6      | Yulduz Kuchkarova       | Uzbekistan     | 29.37 |      |
| 33        | 3        | 3      | Amit Ivry               | Israele        | 29.50 |      |
| 34        | 3        | 2      | Ekaterina Avramova      | Turchia        | 29.60 |      |
| 35        | 3        | 0      | Carolina Colorado Henao | Colombia       | 29.61 |      |
| 36        | 3        | 7      | Sigrid Sepp             | Estonia        | 29.95 |      |
| 37        | 3        | 9      | Chan Caroline Zi Xin    | Malaysia       | 30.14 |      |
| 38        | 2        | 4      | Jessika Cossa           | Mozambico      | 30.17 |      |
| 39        | 3        | 1      | Anak Ratih              | Indonesia      | 30.33 |      |
| 40        | 2        | 3      | Ariel Weech             | Bahamas        | 30.77 |      |
| 41        | 2        | 2      | Monica Ramírez          | Andorra        | 30.89 |      |
| 42        | 3        | 8      | Andrea García           | Messico        | 30.94 |      |
| 43        | 2        | 7      | Evelina Afoa            | Samoa          | 31.74 |      |
| 44        | 2        | 6      | Lauren Hew              | Isole Cayman   | 32.33 |      |
| 45        | 2        | 1      | Colleen Furgeson        | Isole Marshall | 33.04 |      |
| 46        | 2        | 0      | Rita Zeqiri             | Kosovo         | 33.65 |      |
| 47        | 2        | 8      | Rahaf Baqleh            | Giordania      | 33.67 |      |
| 48        | 2        | 9      | Debra Daniel            | Micronesia     | 33.75 |      |
| 49        | 1        | 4      | Yesui Bayar             | Mongolia       | 35.44 |      |
| 50        | 1        | 5      | Anastasiya Tyurina      | Tagikistan     | 38.48 |      |
| 51        | 1        | 3      | Tayamika Chang'Anamuno  | Malawi         | 38.81 |      |
| 52        | 1        | 6      | Fatema Abdulmohsen      | Brunei         | 40.40 |      |
|           | 4        | 2      | Mimosa Jallow           | Finlandia      | DSQ   |      |
|           | 4        | 3      | Rachel Bootsma          | Stati Uniti    | DNS   |      |

### Semifinali
| Posizione | Semifinale | Corsia | Atleta               | Nazionalità | Tempo | Note |
| --------- | ---------- | ------ | -------------------- | ----------- | ----- | ---- |
| 1         | 2          | 4      | Fu Yuanhui           | Cina        | 27.18 | Q    |
| 2         | 1          | 4      | Etiene Medeiros      | Brasile     | 27.41 | Q    |
| 3         | 2          | 3      | Mie Nielsen          | Danimarca   | 27.63 | Q    |
| 4         | 1          | 5      | Liu Xiang            | Cina        | 27.67 | Q    |
| 5         | 2          | 5      | Emily Seebohm        | Australia   | 27.70 | Q    |
| 6         | 1          | 6      | Madison Wilson       | Australia   | 27.83 | Q    |
| 7         | 1          | 3      | Lauren Quigley       | Regno Unito | 27.88 | Q    |
| 8         | 1          | 7      | Theodora Drakou      | Grecia      | 28.01 | Q    |
| 9         | 1          | 2      | Anastasia Fesikova   | Russia      | 28.11 |      |
| 10        | 2          | 8      | Mathilde Cini        | Francia     | 28.16 |      |
| 11        | 2          | 7      | Elena Gemo           | Italia      | 28.21 |      |
| 12        | 2          | 2      | Kirsty Coventry      | Zimbabwe    | 28.28 |      |
| 13        | 2          | 6      | Beryl Gastaldello    | Francia     | 28.30 |      |
| 14        | 1          | 8      | Daria Ustinova       | Russia      | 28.39 |      |
| 15        | 2          | 1      | Aleksandra Urbańczyk | Polonia     | 28.46 |      |
| 16        | 1          | 1      | Sanja Jovanović      | Croazia     | 28.59 |      |

### Finale
| Posizione | Corsia | Atleta          | Nazionalità | Tempo | Note |
| --------- | ------ | --------------- | ----------- | ----- | ---- |
|           | 4      | Fu Yuanhui      | Cina        | 27.11 |      |
|           | 5      | Etiene Medeiros | Brasile     | 27.26 | AM   |
|           | 6      | Liu Xiang       | Cina        | 27.58 |      |
| 4         | 2      | Emily Seebohm   | Australia   | 27.66 |      |
| 5         | 3      | Mie Nielsen     | Danimarca   | 27.73 |      |
| 6         | 7      | Madison Wilson  | Australia   | 27.92 |      |
| 7         | 1      | Lauren Quigley  | Regno Unito | 27.99 |      |
| 8         | 8      | Theodora Drakou | Grecia      | 28.17 |      |